# 第4届大众电视金鹰奖
第4届大众电视金鹰奖授奖大会于1986年5月9日在福州举行。本届金鹰奖共收到选票15万张，其中有效选票14.56万张。

## 得奖名单

### 优秀连续剧
- 《新星》113209票 太原电视台
- 《四世同堂》111361票 北京电影制片厂
- 《寻找回来的世界》57452票 中国电视剧制作中心

### 优秀单本剧
- 《穷街》39811票 上海电视台
- 《男人的风格》36762票 宁夏电视台
- 《她们和战争》36656票 中国电视剧制作中心
- 《一个叫许淑娴的人》33116票 珠江电影制片厂电视部

### 优秀短剧小品
- 《吉祥胡同甲五号》之《暮春》、《探亲》72562票 北京人民艺术剧院电视部
- 《童心》38109票 宁夏电视台

### 优秀儿童剧
- 《小佳佳的苦恼》56616票 四川电视台
- 《六岁大寿》53631票 大众电视上海记者站

### 优秀戏曲片
- 《七仙女与董永》49724票 安徽电视台、安庆市黄梅戏剧院

### 最佳男主角
- 游本昌 54643票 《济公》中饰济公

### 最佳女主角
- 李维康 75015票 《四世同堂》中饰韵梅

### 最佳男配角
- 许亚军 47302票 《寻找回来的世界》中饰谢悦

### 最佳女配角
- 李婉芬 105806票《四世同堂》中饰大赤包

### 最佳男配音演员
- 达式常 47190票 日剧《蔷薇海峡》中为川岛俊夫配音

### 最佳女配音演员
- 张桂兰 74719票 墨西哥剧《父女之间》中为杳裹多配音

### 特别奖
- 《诸葛亮》 湖北电视台
- 《西游记》 中国电视剧制作中心

### 荣誉奖
- 《郑和下西洋》 云南电视台

## 争议
- 本届夺奖呼声很高的电视剧《新星》在演员类奖项颗粒无收，特别是饰演男主角“李向南”的周里京失落“最佳男演员”提名，引起观众争议。制作方太原电视台不得不临时召开记者会，称因疏于向组委会报送候选名单，导致剧组演员无法参与演员类奖项的角逐[1]。